# Roman Kanonik
Roman Kanonik (* 1982 in Kulunda/Region Altai, Sowjetunion) ist ein deutscher Theater- und Filmschauspieler, sowie Hörspielsprecher.

## Leben
Roman Kanonik ist in Sibirien geboren und siedelte 1993 mit seiner Familie nach Niedersachsen um. Von 2003 bis 2007 studierte er an der Universität der Künste Berlin (UdK) Schauspiel. Nach seinem Abschluss trat er am Deutschen Theater Berlin in der Inszenierung von Jürgen Gosch „Ein Sommernachtstraum“ in der Rolle von Thisbe auf. Sein erstes Festengagement führte ihn im November 2007 an das Berliner Ensemble, wo er mit Regisseuren wie Thomas Langhoff, Peter Stein, Manfred Karge, Katharina Thalbach und Claus Peymann zusammenarbeitete.
Ab 2012 war Roman Kanonik als freier Schauspieler für diverse Film- und Fernsehproduktionen, aber auch an verschiedenen Theatern tätig, u. a. Berliner Ensemble, Vereinigte Bühnen Bozen, Theater unterm Dach.
Seit 2016 ist er am Schauspiel Leipzig tätig. In Leipzig gehörten Claudia Bauer, Nuran David Calis und Philipp Preuss zu seinen prägenden Regisseuren. Claudia Bauers Inszenierungen „89/90“ (2017) und „Süßer Vogel Jugend“(2020), in denen Roman Kanonik mitwirkte, wurden zum Berliner Theatertreffen eingeladen. In der Inszenierung von Johan Simons „Der Würgeengel“ tritt er seit 2023 neben Sandra Hüller in einer Koproduktion zwischen Schauspiel Leipzig und Schauspiel Bochum auf.

## Filmografie (Auswahl)

### Kino
- 2018: Atlas
- 2021: Proll (Deutscher Kurzfilmpreis 2021[5])
- 2023: Tal der Könige

### Fernsehen
- 2015: Mein Sohn Helen
- 2016: Alles Klara: Tod eines Köhlers
- 2017: Harter Brocken: Der Bankraub
- 2017: Am Ruder
- 2019: Tatort: Die ewige Welle
- 2019: SOKO Wismar: Zweiter Frühling
- 2020: WaPo Berlin: Die Großen und die Kleinen
- 2021: Fritzie - Der Himmel muss warten (2 Folgen)
- 2022: Die Glücksspieler (2 Folgen)
- 2023: Das Quartett: Mörderischer Pakt

## Hörspiele (Auswahl)
- 2018: Giuseppe Maio: Raumschiff Tonstudio. Bericht über das Innere einer Kapsel und deren Bewohner (Erzähler) Realisation und Regie: Giuseppe Maio (Feature – Deutschlandradio)
- 2018: Pawel Salzman: Die Welpen (3 Teile) (Mitka) – Komposition, Bearbeitung und Regie: Klaus Buhlert (Hörspielbearbeitung – Deutschlandradio)
- 2020: Thomas Pynchon: Die Enden der Parabel (Diverse mehrteilige Fassungen) (Oberst Wjatscheslaw Tschitscherin, Dr. Porkjéwitsch, Wache) – Bearbeitung und Regie: Klaus Buhlert (Hörspielbearbeitung – SWR/Deutschlandradio)
- 2021: Dirk Laucke: Radio-Tatort: Schlachten und Zerlegen (Wasja) – Regie: Stefan Kanis (Original-Hörspiel, Kriminalhörspiel – MDR)

Quelle: ARD-Hörspieldatenbank

## Theater (Auswahl)
- 2007: Ein Sommernachtstraum (Thisbe) – Regie: Jürgen Gosch (Deutsches Theater Berlin)
- 2008: Der Zerbrochne Krug (Ruprecht) – Regie: Peter Stein (Berliner Ensemble; Einladung zu Wiener Festwochen)
- 2010: Nachtasyl (Waska Pepel) – Regie: Thomas Langhoff (Berliner Ensemble)
- 2010: Der Kaukasische Kreidekreis (Pope) – Regie: Manfred Karge (Berliner Ensemble)
- 2010: Im Dickicht der Städte (Pat Mankybottle) – Regie: Katharina Thalbach (Berliner Ensemble)
- 2012: Dantons Tod (Legendre) – Regie: Claus Peymann (Berliner Ensemble)
- 2015: Metropolis (Georgi) – Regie: Claudia Bauer (Schauspiel Leipzig)
- 2015: Ein Sommernachtstraum (Handwerker Schlucker) – Regie: Philipp Preuss (Schauspiel Leipzig)
- 2016: 89/90 (bester Freund „S“) – Regie: Claudia Bauer (Schauspiel Leipzig, Einladung zu Berliner Theatertreffen 2017)
- 2017: Tagebuch eines Wahnsinnigen (Solo) – Regie: Kristina Seebruch (Schauspiel Leipzig)
- 2018: Angst essen Seele auf (Ali) – Regie: Nuran David Calis (Schauspiel Leipzig)
- 2018: König Ubu / Ubus Prozess (Vater Ubu) – Regie: Claudia Bauer (Schauspiel Leipzig)
- 2019: Süßer Vogel Jugend (Tom Finley Jr.) – Regie: Claudia Bauer (Schauspiel Leipzig, Einladung zum Berliner Theatertreffen 2020)
- 2020: Meister und Margarita (Behemoth) – Regie Claudia Bauer (Schauspiel Leipzig)
- 2020: Der Besuch der alten Dame (Alfred Ill) – Regie: Nuran David Calis (Schauspiel Leipzig)
- 2021: Die Rättin (Oskar Matzerath) – Regie: Claudia Bauer (Schauspiel Leipzig)
- 2022: Das Schloss („K.“) – Regie: Philipp Preuss (Schauspiel Leipzig)
- 2023: Arturo Ui (Ernesto Roma) – Regie: Nuran David Calis (Schauspiel Leipzig)
- 2023: Der Würgeengel (Ehemann) – Regie: Johan Simons (Schauspiel Leipzig, Schauspiel Bochum)